# Juan Ignacio Londero
Juan Ignacio Londero (* 15. srpna 1993 Jesús María, Córdoba) je argentinský profesionální tenista. Ve své dosavadní kariéře na okruhu ATP Tour vyhrál jeden singlový turnaj. Na challengerech ATP a okruhu ITF získal šest titulů ve dvouhře a sedm ve čtyřhře.
Na žebříčku ATP byl ve dvouhře nejvýše klasifikován v březnu 2019 na 64. místě a ve čtyřhře pak v červenci 2017 na 209. místě. Trénuje ho Andrés Schneiter.
V argentinském daviscupovém týmu neodehrál do listopadu 2019 žádné utkání.

## Tenisová kariéra
V rámci hlavních soutěží událostí okruhu ITF debutoval v červnu 2010, když na turnaj v argentinském Neuquenu obdržel divokou kartu. V úvodním kole podlehl krajanu Nicolasi Pastorovi a ve čtyřhře postoupil s Diegem Schwartzmanem do čtvrtfinále. Premiérový singlový titul na challengerech si odvezl ze CDMX Open 2018 v Mexico City po finálovém vítězství nad Ekvádorcem Robertem Quirozem. Druhou trofej přidal na Marburg Open 2018.
Ve dvouhře okruhu ATP World Tour debutoval na červencovém úvodním ročníku Claro Open Colombia 2013 v Bogotě. Jako postoupivší kvalifikant vypadl v prvním kole dvouhry s pozdějším vítězem Ivem Karlovićem z Chorvatska. Následně prohrál úvodní zápasy na Claro Open Colombia 2014 a bastadském Swedish Open 2018.
Premiérový vyhraný zápas v rámci túry ATP dosáhl až na únorovém Córdoba Open 2019, kde celý turnaj ovládl. Stal se tak prvním hráčem od Belgičana Steva Darcise a jeho triumfu v Amersfoortu 2007, jenž do zisku titulu nevyhrál ani jedno utkání na předchozích turnajích ATP. V argentinské Córdobě startoval na divokou kartu z pozice 112. muže žebříčku. Po semifinálovém vítězství nad krajanem Federicem Delbonisem zdolal v závěrečném duelu dalšího Argentince Guida Pellu po třísetovém průběhu. Přes nepříznivý vývoj zápasu, při poměru gamů 3–6 a 2–4, dokázal jeho průběh otočit. Bodový zisk jej poprvé posunul do elitní světové stovky na 69. místo žebříčku ATP.
Debut v hlavní soutěži nejvyšší grandslamové kategorie zaznamenal v mužském singlu French Open 2019. V prvním kole přehrál gruzínskou turnajovou patnáctku Nikoloze Basilašviliho, ve druhém Francouze Richarda Gasqueta a poté v pětisetové bitvě Corentina Mouteta, startujícího na divokou kartu. V osmifinále však nenašel recept na světovou dvojku a dvojnásobného obhájce titulu Rafaela Nadala.

## Finále na okruhu ATP World Tour
| Legenda)                  |
| D – dvouhra; Č – čtyřhra  |
| Grand Slam (0)            |
| Turnaj mistrů (0)         |
| ATP Tour Masters 1000 (0) |
| ATP Tour 500 (0)          |
| ATP Tour 250 (1–0 D)      |

### Dvouhra: 1 (1–0)
| Stav  | č. | datum          | turnaj             | povrch | soupeř ve finále | výsledek      |
| ----- | -- | -------------- | ------------------ | ------ | ---------------- | ------------- |
| Vítěz | 1. | 10. února 2019 | Córdoba, Argentina | antuka | Guido Pella      | 3–6, 7–5, 6–1 |

## Tituly na challengerech ATP
| Legenda                  |
| ------------------------ |
| D – dvouhra; Č – čtyřhra |
| Challengery (2 D; 1 Č)   |

### Dvouhra (2 tituly)
| Č. | datum            | turnaj              | povrch | soupeř ve finále | výsledek      |
| -- | ---------------- | ------------------- | ------ | ---------------- | ------------- |
| 1. | 15. dubna 2018   | Mexico City, Mexiko | antuka | Roberto Quiroz   | 6–1, 6–3      |
| 2. | 7. července 2018 | Marburg, Německo    | antuka | Hugo Dellien     | 3–6, 7–5, 6–4 |

### Čtyřhra (1 titul)
| Č. | datum          | turnaj                                | povrch | spoluhráč      | soupeři ve finále                   | výsledek |
| -- | -------------- | ------------------------------------- | ------ | -------------- | ----------------------------------- | -------- |
| 1. | 19. srpna 2017 | Santo Domingo, Dominikánská republika | antuka | David Martínez | Daniel Elahi Galán Santiago Giraldo | 6–4, 6–4 |